# Maurice Sachs
 (janvier 2024).
Pour les articles homonymes, voir Sachs et Ettinghausen.
Maurice Sachs, né Maurice Ettinghausen le 16 septembre 1906 à Paris et tué le 14 avril 1945 à Wittorferfeld, est un écrivain français.

## Biographie

### Jeunesse
Maurice Sachs naît à Paris le 16 septembre 1906 dans une famille d'origine juive, irréligieuse, anticléricale et républicaine. Son père, Herbert Ettinghausen, dont la famille est originaire d'Höchst en Allemagne, abandonne le domicile conjugal et divorce en 1912. Sa mère, Andrée, est la fille de Georges Sachs, courtier en bijoux et familier de Jean Jaurès. Elle épouse, après son divorce, le chroniqueur mondain Michel Georges-Michel. 
Maurice connaît une enfance malheureuse, de pensionnat en pensionnat. En mai 1923, Andrée s'enfuit à Londres, poursuivie pour escroquerie. Apparenté par sa famille maternelle à George Bizet, il devient le protégé de son beau-père vieillissant par alliance Jacques Bizet, une figure de la Belle Epoque, dont la dernière femme accoutume subrepticement le jeune Maurice à l'abus d'alcool selon Le Sabbat. À 17 ans, sans ressources, Maurice doit se débrouiller seul. Il est recueilli par les Delle Donne et rencontre Jean Cocteau, dont il devient le secrétaire. Il se laisse convertir au catholicisme par Jacques Maritain et sa femme Raïssa le 29 août 1925, et va même jusqu'à entrer au séminaire. 
Un scandale dû à son homosexualité affichée l’en fait chasser. Recueilli par Max Jacob, qui l’encourage à écrire, Sachs tente de faire fortune par diverses escroqueries et indélicatesses jusqu’à se brouiller avec tous ses proches. 
En septembre 1930, après avoir été le secrétaire de Coco Chanel en charge de lui rassembler une bibliothèque, il s'enfuit chargé de dettes et accusé de malversations aux États-Unis, où il rejoint une galerie d'art moderne, rencontre Clare Booth, et signe avec NBC un contrat pour une émission de radio qui connaît un grand succès, et dont il se moque avec ironie sur l'inculture des Américains. Ambitionnant une carrière politique, il se convertit au protestantisme pour épouser Gwladys Matthews, la fille du modérateur de l’Église presbytérienne. Trois ans plus tard, après des liaisons uniquement féminines, ses rêves enfuis, il rentre en France, accompagné d’un jeune Américain rencontré à Hollywood.
André Gide le recommande à Jean Paulhan, qui lui confie en 1933 la direction d'une collection de romans d'aventure, « Les Chefs-d'œuvre du roman d'aventures », publiée par Gallimard. En 1935, Sachs publie son premier roman, Alias. Au théâtre, il collabore avec Pierre Fresnay. On lui doit aussi, en 1936, une plaquette à la gloire du Parti communiste, Maurice Thorez et la victoire communiste. En 1937, ruiné et épuisé, il se fait interner pour échapper à ses créanciers. En 1939, il achève un livre-confession Le Sabbat, dont la publication est empêchée par la déclaration de guerre.

### Résistance et collaboration
En 1940, Maurice Sachs anime sur Paris Mondial une émission de propagande, destinée à convaincre les États-Unis d'entrer en guerre contre l'Allemagne ; les nazis l'inscrivent alors sur la liste des propagandistes antifascistes à arrêter. Lors de la débâcle, il se réfugie à Bordeaux avant de rentrer à Paris le 29 juin 1940. Là, il se livre au marché noir jusqu'en septembre 1942, où, compromis et ruiné dans divers trafics, il se cache à Anceins dans l'Orne, en compagnie de Violette Leduc, qu'il fait passer pour sa femme.
En novembre, à bout de ressources, il s'engage au STO et part pour Hambourg. Il y achève ses mémoires, qui deviendront La Chasse à courre. En avril 1943, il y offre, sous un nom d'emprunt, ses services à la Gestapo comme espion et agent provocateur. Il mène alors une vie d'aventurier, fréquentant les milieux homosexuels de Hambourg, les Français de la LVF, vivant de combines et d'escroqueries, et dénonçant les trafiquants du marché noir à ses nouveaux maîtres, ainsi que les résistants de la Rose blanche de Hambourg. Il vit avec deux jeunes collaborateurs français, Philippe Monceau et Paul Martel. Le 16 novembre 1943, après avoir refusé de dénoncer un père jésuite engagé dans la Résistance, il est arrêté par la Gestapo, fatiguée de ses vols[Lesquels ?], de ses imprudences et de ses faux rapports. Il est incarcéré avec les membres de son groupe au camp de concentration de Fuhlsbüttel, où il continue à espionner et trahir les membres de la Rose blanche incarcérés avec lui.
Le comportement de Maurice Sachs pendant la guerre apparaît assez inconstant. Oscillant à plusieurs moments entre actes de résistance et de collaboration, il ne semble pas agir autrement que par intérêt personnel, qui a certainement dû se confondre en stratégie de survie.

### La fin
Mis au secret, dans une cellule de trois mètres sur trois, Maurice Sachs se consacre à l'écriture et rêve d'une gloire tardive. Il semble avoir eu une forte créativité pendant cette période de captivité, jetant les bases du Tableau des mœurs de ce temps et d'autres textes réunis dans le recueil Derrière cinq barreaux.
En avril 1945, devant l'avancée des troupes alliées, les prisonniers du camp sont évacués vers Kiel pour y être libérés. Au matin du 14 avril, comme il est à bout de forces après trois jours de marche et incapable de se relever, un SS le tue d'une balle dans la nuque. Il est enterré dans le cimetière de Neumünster, sous un tertre de terre qui porte le numéro GC 54.

## L'œuvre littéraire
Aventurier amoral, Maurice Sachs a été l’observateur privilégié de la vie intellectuelle des années 1920 et de celle du Paris de l’Occupation et du marché noir. Le meilleur de son œuvre est une chronique pointue du milieu qu’il fréquentait. La Décade de l’illusion (1933) est déjà une description - dans un texte de circonstance, plein de clichés - du milieu parisien. Mais les textes posthumes sont plus pointus, parfois virulents (ainsi les passages sur Cocteau délibérément scandaleux dans Le Sabbat), souvent plein d'ironie sur soi-même dans leurs moments autobiographiques (par exemple la suite de mauvaises affaires ou d'amours déçues décrites par le menu dans La Chasse à courre), mais sans sombrer dans l'auto-apitoiement ou l'humeur dépressive. Dans les derniers textes, écrits en prison, inachevés, Sachs se prend d'une ambition balzacienne, essayant de décrire, par des portraits acérés, toute la société contemporaine. Il meurt avec, semble-t-il, une œuvre en devenir. Cependant, la liste de ses textes (romans, chroniques, etc.) publiés à titre posthume est si longue qu'on peut se demander si certains d'entre eux ne sont pas apocryphes. On lui doit, dans Le Sabbat, un chapitre particulièrement éclairant sur Marcel Proust et son amant pourvoyeur en garçons, Albert, et ses pratiques de masochisme zoophile.
Patrick Modiano a été influencé par le personnage et l'ambiance générale entourant Maurice Sachs.
Le Sabbat est publié en 1946, Chronique joyeuse et scandaleuse en 1948, La Chasse à courre en 1949. Ces livres assurent la réputation d'écrivain de Maurice Sachs.

## Les influences de l'auteur
Sachs évoque à plusieurs reprises, notamment au cours du Sabbat et de la Chasse à courre ses lectures et les livres qui ont compté pour lui. Il évoque ainsi les Mémoires d'Alexandre Dumas, Les Nourritures terrestres d'André Gide, Le Rouge et le Noir de Stendhal, les ouvrages de Musset, Les Mille et Une Nuits, la correspondance de Gustave Flaubert, l'œuvre de Benjamin Constant, le Journal des Goncourt (auquel il voue une réelle admiration, exposée dans « Lettres de l'Orne et de Hambourg » (La Chasse à courre) ou encore le théâtre classique de Jean Racine. Autodidacte certes, il possède néanmoins une vaste culture littéraire et ses volumes, tout du moins les deux opuscules autobiographiques cités ci-dessus, constituent peu à peu une véritable bibliothèque idéale qui retrace toute l'histoire de la littérature française du XVIIe siècle jusqu'au début du XXe siècle.

### Liste des œuvres
- The Decade of Illusion, Alfred A. Knopf, New York, 1933.
- Alias, 1935 (ASIN B0000DQN60).
- Maurice Thorez et la victoire communiste, Denoël & Steele, 1936.
- André Gide, Denoël & Steele, 1936.
- Honoré Daumier, Pierre Tisné, 1939.
- Au temps du Bœuf sur le Toit, 1939, 1948 et 2005  (ISBN 2246388228).
- Chronique joyeuse et scandaleuse, Corrêa, 1950 (ASIN B0000DS4FF).
- Correspondance, 1925-1939, Gallimard, Paris, 2003  (ISBN 2070733548).
- Histoire de John Cooper d'Albany, Gallimard, Paris, 1955 (ASIN B0000DNJVG).
- La Décade de l'illusion, Gallimard, Paris, 1950 (ASIN B0000DL12G).
- Derrière cinq barreaux, Gallimard, Paris, 1952. Réédition L'Herne, septembre 2016.
- Abracadabra, Gallimard, Paris, 1952.
- Le Sabbat. Souvenirs d'une jeunesse orageuse, Éditions Corrêa, Paris 1946  (ISBN 2070287246).
- La Chasse à courre, Gallimard, Paris 1997  (ISBN 2070402789).
- Tableaux des mœurs de ce temps, Gallimard, Paris, 1954 (ASIN B0000DL12I).
- Le Voile de Véronique, roman de la tentation, Denoël, 1959.
- Le Mémoire moral, inédit, L'Herne, septembre 2016.

### Citations
- « On estime davantage ses juges que ses avocats, car on juge ses avocats par cela même qu'ils nous défendent. » — Derrière cinq barreaux
- « Il n'est de bons moralistes que ceux qui ne s'occupent que de la morale d'autrui. » — Derrière cinq barreaux
- « En ce qui concerne son espèce, l'homme n'est fait que pour l'amour et la haine. L'indifférence est un acquis des sociétés. » — Derrière cinq barreaux
- « Les tricheurs ne connaissent pas la vraie joie de gagner. » — Derrière cinq barreaux
- « On ne trahit bien que ceux qu'on aime. » — Derrière cinq barreaux
- « Je suis un mauvais exemple dont on peut tirer de bons conseils. »
- « Ce que les femmes font de mieux, après les blessures, c'est la charpie. »

### Inspiration d'un personnage romanesque
Régine Deforges indique avoir dans son roman La Bicyclette bleue, pour les interventions du personnage Raphaël Mahl, repris intégralement « l'œuvre et les propos de Maurice Sachs », en guise de jeu, regrettant que personne ne l'ait remarqué. Dans l'ouvrage, ce personnage que Régine Deforges décrit comme un « écrivain [et journaliste] homosexuel, [demi-juif], opportuniste, inquiétant », « se livre [finalement] à la plus abjecte collaboration ». Enfermé dans une prison française contrôlée par les nazis, le personnage y sera sauvagement massacré par des résistants (eux aussi prisonniers), qu'il considérera comme manipulés par un gardien collaborationniste. L'auteur se démarque ainsi de la réalité historique.